# Telothyria disgrega
Telothyria disgrega är en tvåvingeart som först beskrevs av Wulp 1890.  Telothyria disgrega ingår i släktet Telothyria och familjen parasitflugor. Inga underarter finns listade i Catalogue of Life.